# Antártida Oriental
|  |

Antártida Oriental, também chamada de Antártida Maior, é uma das duas principais regiões do continente antártico, localizada no lado do Oceano Índico das Montes Transantárticos e compreendendo Terra de Coats, Terra da Rainha Maud, Terra de Enderby, Terra de Mac Robertson, Terra de Wilkes e Terra de Vitória. Toda esta região, exceto uma pequena porção, se localiza no Hemisfério oriental, um fa(c)to que sugeriu este nome.